# Sara Olsvig

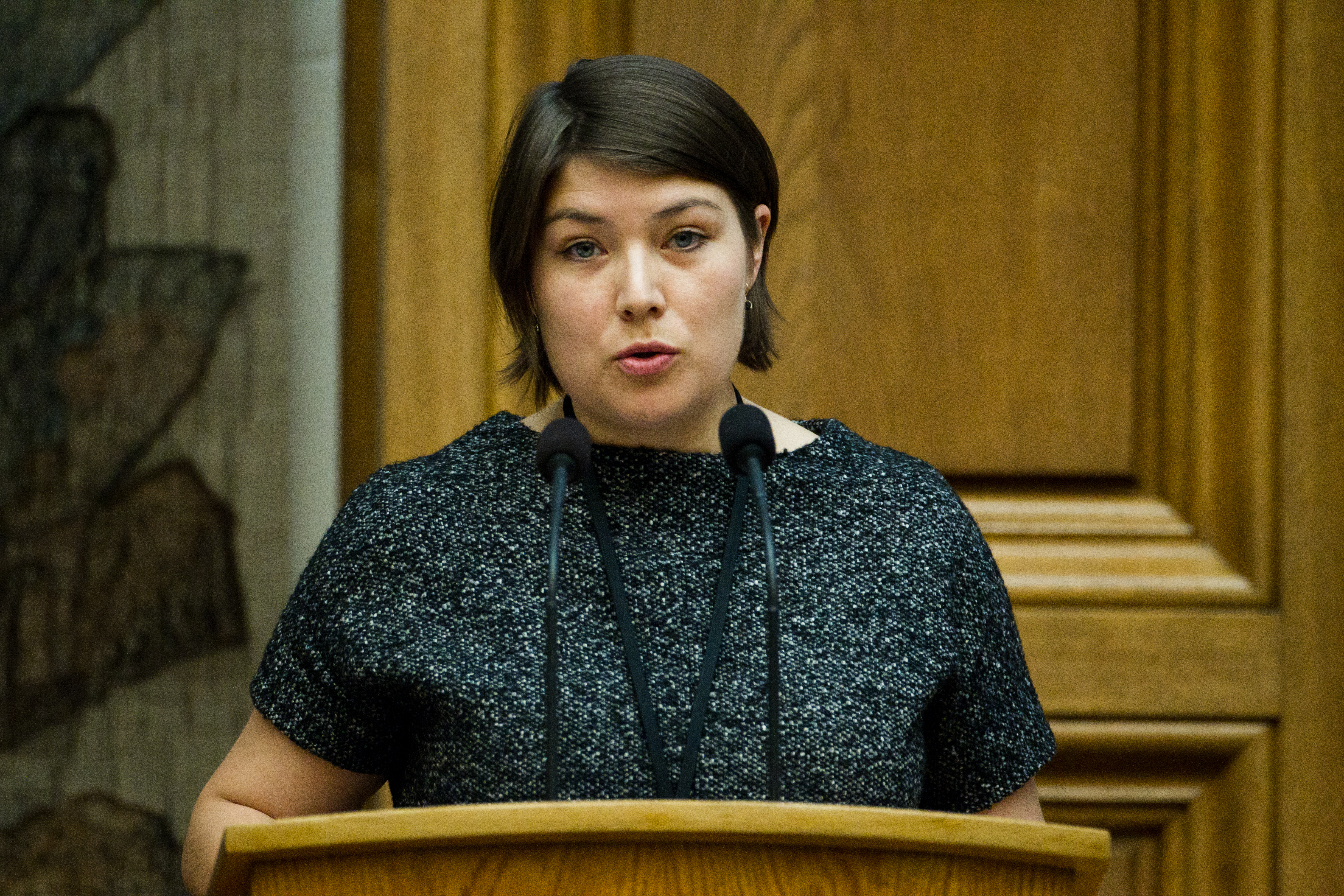
Sara Olsvig (2011)

Sara Johanne Kruse Olsvig (* 26. September 1978 in Nuuk) ist eine grönländische Politikerin (Inuit Ataqatigiit).

## Leben
Sara Olsvig ist die Tochter des Højskoleleiters Lars Olsvig (* 1951) und der dänischen Lehrerin Anne Mette Karlsson (* 1955). Sie ist unverheiratet, hat aber mit dem Architekten Johan Rosbach die Tochter Navarana Olsvig (* 2006) und den Sohn Uno Olsvig Rosbach (* 2017).
Sie war 1996 Schiffsassistentin auf dem Schulschiff Georg Stage. 1998 beendete sie die Schule in Frederikshavn. Anschließend begann sie ein Studium für Kultur- und Gesellschaftsgeschichte an der Universität von Grönland, das sie 2002 mit dem Bachelor abschloss. Danach machte sie bis 2008 ihren Kandidat an der Universität Kopenhagen in Anthropologie. Von 2005 bis 2011 vertrat sie den Inuit Circumpolar Council (ICC) bei den Vereinten Nationen und war seit 2009 Menschenrechtskoordinatorin und zuletzt bis 2011 Geschäftsführerin der grönländischen Abteilung des ICC.
Sara Olsvig kandidierte bei der Folketingswahl 2011 und erhielt mehr als ein Drittel aller Stimmen, wodurch sie einen Platz im Folketing erlangte. Sie war ab 2011 Mitglied der Arktischen Parlamentarier und zuletzt von 2013 bis 2014 deren Vorsitzende. Sie kandidierte auch bei der Parlamentswahl 2013 und erhielt die drittmeisten Stimmen aller Kandidaten ihrer Partei und damit einen Sitz im Inatsisartut. Bei den Neuwahlen im Jahr danach erhielt sie sogar die meisten Stimmen aller Kandidaten. Im selben Jahr folgte sie auch Kuupik Kleist als Parteivorsitzende nach, woraufhin sie sich im Folketing beurlauben ließ, wodurch Johan Lund Olsen ihren Platz einnahm. Sie wurde 2016 zur Ministerin für Familie, Gleichberechtigung, Soziales und Justiz im Kabinett Kielsen II ernannt, während sie ihr Inatsisartut-Mandat behielt. Bei der Parlamentswahl 2018 erreichte sie erneut die meisten Stimmen aller Kandidaten. Am 29. Oktober 2018 trat sie als Parteivorsitzende und Abgeordnete zurück. Als Hauptgrund gab sie ihre Unzufriedenheit mit dem politischen Klima in Grönland an. Zu ihrem Nachfolger als Vorsitzender der Inuit Ataqatigiit wurde am 1. Dezember Múte B. Egede gewählt.
Im Februar 2019 wurde sie Programmchefin von UNICEF Dänemark in Grönland. Im Dezember 2019 wurde sie zur Vorsitzenden des Menschenrechtsrats in Grönland ernannt. Im Juni 2020 wurde sie bei UNICEF Grönland von Maliina Abelsen abgelöst, um sich der Promotion zu widmen. 2020 wurde sie zudem Beigeordnete in der grönländischen Verfassungskommission. Im Juli 2022 wurde sie zur Präsidentin des Inuit Circumpolar Council gewählt.